# Fang Bang
Fang Bang (в пер. с англ.  — «Удар Клыка») — второй студийный альбом американской хоррор-панк-группы Wednesday 13, вышедший в 2006 году.

## Об альбоме
Джозеф Пул разрывает контракт с Roadrunner Records и находит нового — Rykodisc. Состав группы меняется — Kid Kid покидает группу ради соло-проекта; Piggy D тоже покинул группу по причине отсутствия на некоторых выступлениях группы; ударник Ghastly тоже ушёл. На смену им пришли старые знакомые Джозефа из Murderdolls — Эрик Гриффин на гитаре и Рэйсси Шэй на барабанах. Новый музыкант Brix стал играть на басу. Альбом был выпущен в Европе 29 августа и на 12 сентября для США и остальной части мира.

## Список композиций
1. «Morgue Than Words» — 2:37
2. «American Werewolves in London» — 4:20
3. «My Home Sweet Homicide» — 3:02
4. «Faith in the Devil» — 3:30
5. «Happily Ever Cadaver» — 3:33
6. «Curse of Me» — 4:02
7. «Haddonfield» — 2:59
8. «Too Much Blood» — 2:43
9. «Till Death Do Us Party» — 3:34
10. «Buried with Children» — 3:42
11. «Kill You Before You Kill Me» — 2:33
12. «Die Sci-Fi» — 3:36

### Бонус-треки
1. «Burn the Flames» (кавер на Roky Erickson; бонус-трек в издании для Северной Америке) — 5:22
2. «R.A.M.O.N.E.S.» (кавер на Motörhead; бонус-трек в издании для Европы и Японии) — 1:14
3. «Good Day to Die» (бонус-трек в издании для Японии) — 2:38